# سكوت ووكر (فنان)
سكوت ووكر (بالإنجليزية: Scott Walker)‏ (و. 1943  م) هو مغن مؤلف، ومنتج أسطوانات، ومغني، وملحن، وعازف قيثارة من الولايات المتحدة، والمملكة المتحدة، ولد في هاملتن، أوهايو، يستخدم آلات قيثارة.

## وصلات خارجية
- سكوت ووكر على موقع IMDb (الإنجليزية)
- سكوت ووكر على موقع روتن توميتوز (الإنجليزية)
- سكوت ووكر على موقع ميوزك برينز (الإنجليزية)
- سكوت ووكر على موقع ميوزك برينز (الإنجليزية)
- سكوت ووكر على موقع أول موفي (الإنجليزية)
- سكوت ووكر على موقع قاعدة بيانات الأفلام السويدية (السويدية)
- سكوت ووكر على موقع أول ميوزيك (الإنجليزية)
- سكوت ووكر على موقع ديسكوغز (الإنجليزية)
- سكوت ووكر على موقع ديسكوغز (الإنجليزية)
- سكوت ووكر على موقع قاعدة بيانات الفيلم (الإنجليزية)